# Меріс-Гарбор
Меріс-Гарбор (англ. Mary's Harbour) — містечко в Канаді, у провінції Ньюфаундленд і Лабрадор.

## Населення
За даними перепису 2016 року, містечко нараховувало 341 особу, показавши скорочення на 11,0%, порівняно з 2011-м роком. Середня густина населення становила 8,9 осіб/км².
З офіційних мов обидвома одночасно володіли 10 жителів, тільки англійською — 335.
Працездатне населення становило 56,1% усього населення, рівень безробіття — 37,5% (43,8% серед чоловіків та 25% серед жінок). 96,9% осіб були найманими працівниками, а 0% — самозайнятими.

## Клімат
Середня річна температура становить 1°C, середня максимальна – 16,4°C, а середня мінімальна – -17,3°C. Середня річна кількість опадів – 954 мм.
| Клімат поселення                              | Клімат поселення | Клімат поселення | Клімат поселення | Клімат поселення | Клімат поселення | Клімат поселення | Клімат поселення | Клімат поселення | Клімат поселення | Клімат поселення | Клімат поселення | Клімат поселення | Клімат поселення |
| Показник                                      | Січ.             | Лют.             | Бер.             | Квіт.            | Трав.            | Черв.            | Лип.             | Серп.            | Вер.             | Жовт.            | Лист.            | Груд.            |                  |
| Середній максимум, °C                         | −8,09            | −7,27            | −2,28            | 3,69             | 8,87             | 14,19            | 15,91            | 16,40            | 12,83            | 7,28             | 2,05             | −4,68            |                  |
| Середня температура, °C                       | −12,71           | −11,89           | −6,9             | −0,94            | 4,24             | 9,57             | 12,80            | 13,30            | 9,73             | 4,17             | −1,07            | −7,78            |                  |
| Середній мінімум, °C                          | −17,33           | −16,52           | −11,51           | −5,56            | −0,37            | 4,94             | 9,69             | 10,18            | 6,62             | 1,06             | −4,18            | −10,9            |                  |
| Норма опадів, мм                              | 73               | 81               | 71               | 53               | 74               | 94               | 86               | 89               | 69               | 92               | 84               | 88               |                  |
| Середньомісячна швидкість вітру, м/с          | 6.07             | 6.04             | 6.16             | 5.78             | 5.23             | 5.17             | 4.69             | 4.74             | 5.42             | 5.77             | 6.03             | 6.25             |                  |
| Середньомісячна сонячна радіація, кДж/м²·день | 3265             | 6157             | 10473            | 14504            | 17169            | 18678            | 18242            | 14889            | 10548            | 5950             | 3348             | 2382             |                  |
| --------------------------------------------- | ---------------- | ---------------- | ---------------- | ---------------- | ---------------- | ---------------- | ---------------- | ---------------- | ---------------- | ---------------- | ---------------- | ---------------- | ---------------- |
| Джерело:                                      |                  |                  |                  |                  |                  |                  |                  |                  |                  |                  |                  |                  |                  |